# فهرست سرخرگ‌های بدن انسان
فهرست سرخرگ‌های بدن انسان (انگلیسی: List of arteries of the human body)
فهرستی از سرخرگ‌های بدن انسان:
- آئورت
- سرخرگ‌های سر و گردن
  - سرخرگ کاروتید مشترک
    - سرخرگ کاروتید بیرونی
    - سه‌گوش‌های گردن
    - The سرخرگ کاروتید درونی

  - سرخرگ‌های مغز
- سرخرگ‌های اندام‌های بالایی
  - سرخرگ زیرترقوه‌ای
  - زیربغل
    - سرخرگ زیربغلی
    - سرخرگ بازویی
    - سرخرگ زند زبرین
    - سرخرگ زند زیرین
- سرخرگ‌های تنه
  - آئورت پایین‌رو
    - آئورت سینه‌ای
    - آئورت شکمی

  - The common iliac arteries
    - سرخرگ تهیگاهی درونی
    - سرخرگ تهیگاهی بیرونی
- The arteries of the lower extremity
  - سرخرگ رانی
  - سرخرگ پشت‌زانویی
  - سرخرگ درشت‌نئی پیشین
  - arteria dorsalis pedis
  - سرخرگ درشت‌نئی پسین